# Modrá planeta (album)
Modrá planeta je čtrnácté studiové album brněnské skupiny Kamelot. Vydáno bylo ve společnosti EMI/Virgin v roce 2006.

## Obsazení
Autorem všech textů a některých melodií je Roman Horký.
Složení skupiny
- Roman Horký – sólovy zpěv, akustická, elektrická kytara, dobro
- Marek Dráb – zpěv, akustická, elektrická kytara
- Pavel Plch – pekuse, zpěv
- Jiří Meisner – baskytara, kontrabas zpěv
- David Velčovský – bicí, jako host
- Milan Nytra – klavír, hammond organ, rhodes, jako host
- Karel Macálka – klávesy, jako host
- Petr Vavřík – baskytara, jako host
- Libor Mikoška – kytara, jako host
- Milan Tesař – trombón, jako host
- Spielberk kvartet – smyčcový kvartet, jako hosté

## Skladby
1. Modrá planeta
2. Očarovaná
3. Dvě pírka v písku
4. Předtucha
5. Američan
6. Nemáme to lehký
7. Zlatá Ruth
8. Den svatého Patrika
9. Stůj, neriskuj!
10. V kukuřičném poli
11. Vánoční čas
12. Až spadne opona